# Enock Mwepu
Enock Mwepu (Lusaka, 1998. január 1. –) zambiai válogatott labdarúgó, labdarúgóedző, korábban több zambiai, illetve osztrák csapat és a Brighton & Hove Albion középpályása volt. 2022. október 10-én, 24 éves korában bejelentette visszavonulását egy örökletes szívbetegség miatt. Pár hónappal később a Brighton kinevezte U9-es csapata edzőjének.

## Pályafutása

### Klubcsapatokban
Pályafutását hazájában kezdte, ahol a NAPSA Stars és a Kafue Celtic játékosa volt. A 2017–2018-as szezont megelőzően szerződött Európába, a Red Bull Salzburg csapatához. Kezdetekben a klub tartalékcsapatának számító másodosztályú Lieferingben számítottak a játékára. 2017 júliusában mutatkozott be az Erste ligában a Kapfenberger elleni bajnokin. Összesen 23 bajnokin kapott lehetőséget, ezeken hatszor volt eredményes. 2017 szeptemberében egy kupamérkőzésen a Salzburgban is bemutatkozhatott. 
A 2019–20-as szezonban bajnoki címet és kupagyőzelmet ünnepelhetett az együttessel, amellyel szerepelt a Bajnokok Ligája csoportkörében is. Az akkor címvédő Liverpool elleni idegenbeli találkozón kezdőként lépett pályára az Anfield Roadon. 2019 decemberében 2024 nyarág meghosszabbította szerződését a klubbal. Összességében a Salzburgban 119 tétmérkőzésen lépett pályára, ezalatt 18 gólt szerzett. Négy bajnoki címet szerzett a csapattal, amellyel szerepelt a 2020-2021-es Bajnokok Ligája-idény csoportkörében is.
2021 nyarán az angol Premier League-ben szereplő Brighton & Hove Albion szerződtette, ahová négyéves szerződést írt alá. A csapat színeiben 27-szer lépett pályára a bajnokságban és 2 gólt szerzett.
2022. október 10-én pályafutása hirtelen véget ért, miután felfedezték, hogy egy örökletes szívbetegségben szenved. Visszavonulásakor 24 éves volt. „Vannak, álmok, amik véget érnek, így nagy szomorúsággal jelentem be, hogy visszavonulok az orvosi tanácsok alapján, amit kaptam.”

#### A válogatottban
2017-ben részt vett a hazájában rendezett U20-as afrikai nemzetek tornáján, amelyet Zambia megnyert, a döntőben 2–0-ra legyőzve Szenegált. Mwepu bekerült a torna All Star-csapatába is. Az ugyanebben az évben rendezett korosztályos világbajnokságon Zambia a negyeddöntőben esett ki.
A felnőtt válogatottban 2017. szeptember 2-án, az Algéria elleni világbajnoki selejtező során debütált, és csereként beállva ő szerezte Zambia harmadik gólját a 3–1-re megnyert mérkőzésen.

## Statisztikák

### Klubcsapatokban
| Csapat                 | Szezon           | Bajnokság           | Bajnokság | Bajnokság | Kupa | Kupa  | Ligakupa | Ligakupa | Nemzetközi | Nemzetközi | Összesen | Összesen |
| Csapat                 | Szezon           | Liga                | P.        | Gólok     | P.   | Gólok | P.       | Gólok    | P.         | Gólok      | P.       | Gólok    |
| ---------------------- | ---------------- | ------------------- | --------- | --------- | ---- | ----- | -------- | -------- | ---------- | ---------- | -------- | -------- |
| FC Liefering           | 2017–18          | 2. Liga             | 23        | 6         | —    | —     | —        | —        | —          | —          | 23       | 6        |
| Red Bull Salzburg      | 2017–18          | Austrian Bundesliga | 8         | 1         | 2    | 0     | —        | —        | 0          | 0          | 10       | 1        |
| Red Bull Salzburg      | 2018–19          | Austrian Bundesliga | 19        | 1         | 3    | 1     | —        | —        | 6          | 0          | 28       | 2        |
| Red Bull Salzburg      | 2019–20          | Austrian Bundesliga | 25        | 4         | 4    | 1     | —        | —        | 7          | 0          | 36       | 5        |
| Red Bull Salzburg      | 2020–21          | Austrian Bundesliga | 29        | 5         | 6    | 5     | —        | —        | 10         | 0          | 45       | 10       |
| Red Bull Salzburg      | Összesen         | Összesen            | 81        | 11        | 15   | 7     | 0        | 0        | 23         | 0          | 119      | 18       |
| Brighton & Hove Albion | 2021–22          | Premier League      | 18        | 2         | 1    | 0     | 2        | 1        | —          | —          | 21       | 3        |
| Brighton & Hove Albion | 2022–23          | Premier League      | 6         | 0         | 0    | 0     | 0        | 0        | —          | —          | 6        | 0        |
| Brighton & Hove Albion | Összesen         | Összesen            | 24        | 2         | 1    | 0     | 2        | 1        | 0          | 0          | 27       | 3        |
| Karrier összesen       | Karrier összesen | Karrier összesen    | 128       | 19        | 16   | 7     | 2        | 1        | 23         | 0          | 169      | 27       |

1. ↑  Egy pályára lépés az UEFA-bajnokok ligájában, és öt az UEFA Európa-ligában
2. ↑  Öt pályára lépés az UEFA-bajnokok ligájában, és kettő az UEFA Európa-ligában
3. ↑  Nyolc pályára lépés az UEFA-bajnokok ligájában, és kettő az UEFA Európa-ligában

### A válogatottban
| Válogatott | Év       | P. | Gólok |
| ---------- | -------- | -- | ----- |
| Zambia     | 2017     | 4  | 1     |
| Zambia     | 2018     | 6  | 0     |
| Zambia     | 2019     | 3  | 0     |
| Zambia     | 2020     | 2  | 1     |
| Zambia     | 2021     | 3  | 1     |
| Zambia     | 2022     | 5  | 3     |
| Összesen   | Összesen | 23 | 6     |

#### Gólok
| # | Dátum               | Helyszín                                                  | Ellenfél        | Eredmény | Végeredmény | Kiírás                                    |
| - | ------------------- | --------------------------------------------------------- | --------------- | -------- | ----------- | ----------------------------------------- |
| 1 | 2017. szeptember 2. | Nemzeti Hősök Stadion, Lusaka, Zambia                     | Algéria         | 3–1      | 3–1         | 2018-as világbajnoki selejtező            |
| 2 | 2019. június 16.    | Stade de Marrakech, Marrákes, Marokkó                     | Marokkó         | 3–2      | 3–2         | Barátságos mérkőzés                       |
| 3 | 2020. november 12.  | Nemzeti Hősök Stadion, Lusaka, Zambia                     | Botswana        | 1–1      | 2–1         | 2021-es afrikai nemzetek kupája selejtező |
| 4 | 2021. szeptember 3. | Stade Olympique, Nouakchott, Mauritánia                   | Mauritánia      | 1–0      | 2–1         | 2022-es világbajnoki selejtező            |
| 5 | 2022. március 25.   | Kervansaray Sport Centre - 1. pálya, Antalya, Törökország | Kongó           | 1–0      | 3–1         | Barátságos mérkőzés                       |
| 6 | 2022. június 7.     | Nemzeti Hősök Stadion, Lusaka, Zambia                     | Comore-szigetek | 1–1      | 2–1         | 2023-as afrikai nemzetek kupája selejtező |

## Sikerei, díjai
Red Bull Salzburg
- Osztrák bajnok: 2017–2018, 2018–2019, 2019–2020, 2020–2021
- Osztrák kupa-győztes: 2018–2019, 2019–2020, 2020–2021

Zambia U20
- U20-as afrikai nemzetek kupája-győztes: 2017
- COSAFA U20 kupa: 2016[11]

Egyéni
- Brighton & Hove Albion A szezon gólja: 2021–2022[12]

## Családja
Testvére, Francisco Mwepu szintén válogatott labdarúgó.